# Kenneth II av Skottland
Kenneth II (gaeliska: Cináed mac Maíl Coluim), död 995, kung av Skottland 971-995, son till Malkolm I.
Kenneth blev skotsk kung 971, företog flera framgångsrika erövringståg inåt Northumberland och uppges ha blivit mördad 995.